# The Legend of Zelda: Tears of the Kingdom
The Legend of Zelda: Tears of the Kingdom (ゼルダの伝説 ティアーズ オブ ザ キングダム, Zeruda no Densetsu: Tiāzu obu za Kingudamu) é um jogo eletrônico de ação-aventura desenvolvido e publicado pela Nintendo. Foi lançado em 12 de maio de 2023 para Nintendo Switch. Ele faz parte da série The Legend of Zelda, e é a sequência de The Legend of Zelda: Breath of the Wild (2017).
Tears of the Kingdom foi concebido depois que as ideias para o conteúdo para download (DLC) de Breath of the Wild excederam seu escopo. Seu desenvolvimento foi liderado pela divisão Entertainment Planning & Development (EPD) da Nintendo, com o diretor de Breath of the Wild, Hidemaro Fujibayashi, e o produtor Eiji Aonuma reprisando seus papéis. Um teaser foi mostrado na E3 2019 e um anúncio oficial na E3 2021. Tears of the Kingdom foi inicialmente planejado para ser lançado em 2022, antes de ser adiado para maio de 2023. Ele recebeu aclamação por suas melhorias, mundo aberto expandido e recursos que incentivam a exploração e experimentação. Vendeu mais de 10 milhões de cópias em seus três primeiros dias de lançamento e 18 milhões até junho de 2023

## Desenvolvimento e divulgação
A Nintendo anunciou o desenvolvimento do jogo com um teaser trailer na Nintendo Direct da E3 2019. Em fevereiro de 2021, o produtor da série Zelda, Eiji Aonuma, afirmou que mais informações sobre a sequência seriam divulgadas no final daquele ano. Na Nintendo Direct da E3 2021, a Nintendo mostrou um trailer revelando a jogabilidade e a história, e anunciou a data de lançamento para 2022. Quando o trailer não apresentou um título oficial ou um close-up do rosto do protagonista, várias teorias de fãs surgiram sobre o enredo do próximo jogo. De acordo com o porta-voz Bill Trinen, a Nintendo estava mantendo o subtítulo do jogo em segredo porque "esses títulos [...] começam a dar pequenas dicas sobre talvez o que vai acontecer." Trinen também respondeu às comparações dos fãs com a sequência e The Legend of Zelda: Majora's Mask — supostas sequências sombrias e diretas que usam os mesmos recursos de seus respectivos predecessores. Ele considerou as comparações injustas, alegando que as próximas revelações da Nintendo mostrarão "onde este jogo se destaca e o que o torna tão único".
Hidemaro Fujibayashi repetiu seu papel como diretor. O projeto foi inspirado por muitas das ideias que sobraram do desenvolvimento de Breath of the Wild e seus pacotes de conteúdo para download. De acordo com Aonuma, a sequência utilizaria o mundo do jogo original com uma nova história e elementos de jogabilidade, alguns dos quais foram inspirados no jogo Red Dead Redemption 2, de 2018. Na apresentação do jogo na E3 2021, Aonuma afirmou que "o mundo para a aventura foi expandido para incluir os céus acima de Hyrule". Em março de 2022, Eiji Aonuma anunciou que o jogo havia sido adiado para 2023.

## Recepção

### Recepção crítica
De acordo com a plataforma agregadora de críticas Metacritic, a versão de Switch de Tears of the Kingdom recebeu "aclamação universal". Diversos críticos consideraram o jogo de qualidade similar ou superior a Breath of the Wild. Críticos elogiaram a adição das ilhas celestes, das Profundezas e das cavernas, afirmando que essas áreas expandiram o mundo aberto introduzido em seu antecessor.
IGN afirmou que Tears of the Kingdom era superior a Breath of the Wild em termos de história e mecânicas, enquanto a GameSpot elogiou o jogo por desenvolver o que havia sido feito anteriormente. Além disso, IGN também elogiou as Profundezas, dizendo que essas áreas se integravam bem com a superfície de Hyrule. VG247 disse que o jogo representava uma experiência separada de Breath of the Wild, descrevendo sua escala como imensa e suas mecânicas como criativas. Embora tenha afirmado que o jogo não replicava a experiência de jogar seu antecessor, a Game Informer escreveu que Tears of the Kingdom provocava uma resposta envolvente ao revisitar locais anteriores. Nintendo Life escreveu que os três ambientes estavam bem conectados entre si, apesar de suas diferentes mecânicas e temas. A Eurogamer sentiu que o jogador poderia passar todo o tempo explorando as Profundezas, mas precisaria retornar à superfície para obter ferramentas úteis, o que ajudava a criar um atrativo ciclo de jogabilidade. A crítica argumentou que os céus eram mais divertidos de explorar do que as Profundezas, elogiando seus designs e comparando-os aos ambientes de Skyward Sword e The Wind Waker. Por outro lado, a Video Games Chronicle considerou as Profundezas mais interessantes do que as seções celestes, considerando-as difíceis e divertidas, em contraste com o foco narrativo dos céus.
A GamesRadar+ afirmou que essas habilidades foram bem projetadas, oferecendo soluções criativas para problemas, destacando especialmente a Ultrahand. A crítica mencionou que algumas das habilidades pareciam explorar as falhas do sistema, tornando o jogo menos atrativo ao permitir que o jogador quebrasse suas regras. Polygon disse que aprender a usar os poderes era um dos principais atrativos da experiência, comparando Ascend a um modo noclip e o restante a códigos de trapaça. The Guardian considerou que os poderes permitiam ao jogador contornar qualquer objeto de múltiplas maneiras possíveis, escrevendo que essa liberdade para progredir era inovadora e divertida. A GameSpot descreveu os poderes como superiores aos apresentados em Breath of the Wild, contribuindo para uma experiência criativa e distinta.
A GameSpot elogiou a história como uma das melhores da série, considerando-a um dos pontos altos. Nintendo Life afirmou que a narrativa era mais envolvente do que a de seu antecessor, acrescentando que os personagens envolvidos na trama e nas missões secundárias eram mais cativantes. Destructoid considerou a história melhor do que a de seu antecessor, destacando um ritmo mais rápido e instigante, apesar de criticar alguns de seus elementos. Em contraste, a VG247 considerou a narrativa menos importante em comparação com a jogabilidade e afirmou que ela continha certa repetição devido à natureza aberta do jogo. Polygon sentiu que as dungeons associadas à narrativa estavam entre os pontos fracos, considerando que essas áreas limitavam a liberdade do jogador e que os aliados de Link eram verborrágicos. Alguns críticos criticaram a dublagem. A GamesRadar+ afirmou que os personagens pareciam desconectados de seus papéis, o que prejudicava a qualidade das cutscenes. VG247 concordou com essa opinião, mas destacou que as cutscenes compensavam isso com sua trilha sonora e atmosfera.
As críticas se concentraram no desempenho. A Nintendo Life escreveu que Tears of the Kingdom evidenciava as limitações do Switch, mencionando quedas de taxa de quadros e considerando isso um problema menor. Polygon concordou, mencionando baixa taxa de quadros e tempo de carregamento em algumas áreas, semelhante a Breath of the Wild. IGN observou a falta de melhorias no desempenho, mas considerou isso irrelevante diante da qualidade geral do jogo. A GameSpot achou a taxa de quadros satisfatória e os problemas de desempenho raros, observando que a direção de arte mascarava a perda de qualidade. A crítica elogiou os desenvolvedores por fazer o jogo funcionar de forma eficaz em um console antigo.

### Recepção comercial
Tears of the Kingdom foi o primeiro jogo desenvolvido pela Nintendo a custar US$ 70 nos EUA. Mais de 10 milhões de cópias de Tears of the Kingdom foram vendidas em seus primeiros três dias de lançamento, tornando-se o jogo de venda mais rápida da franquia The Legend of Zelda, bem como o jogo da Nintendo mais vendido nas Américas com mais de quatro milhões de cópias vendidas apenas nos EUA. De acordo com a Famitsu, Tears of the Kingdom vendeu mais de 1,1 milhão de cópias em seus primeiros três dias de lançamento no Japão. Em 30 de junho de 2023, o jogo vendeu 18,51 milhões de cópias em todo o mundo e 3,26 milhões de cópias no Japão.

### Prêmios e indicações
The Legend of Zelda: Tears of the Kingdom foi selecionado pelos veículos IGN, Game Informer, Giant Bomb, Destructoid, Polygon, Shacknews e Siliconera como seu Jogo do Ano.
| Premiação                  | Data da cerimônia      | Categoria                            | Resultado    | Ref.   |
| -------------------------- | ---------------------- | ------------------------------------ | ------------ | ------ |
| The Game Awards 2020       | 10 de dezembro de 2020 | Jogo Mais Aguardado                  | Indicado     | [ 36 ] |
| E3 2021 Awards Show        | 15 de junho de 2021    | Jogo de Nintendo Mais Aguardado      | Venceu       | [ 37 ] |
| The Game Awards 2021       | 9 de dezembro de 2021  | Jogo Mais Aguardado                  | Indicado     | [ 38 ] |
| The Game Awards 2022       | 8 de dezembro de 2022  | Jogo Mais Aguardado                  | Venceu       | [ 39 ] |
| Prêmio CEDEC               | 8 de agosto de 2023    | Prêmio Especial                      | Venceu       | [ 40 ] |
| Gamescom 2023              | 23 de agosto de 2023   | Melhor Jogo de Nintendo Switch       | Venceu       | [ 41 ] |
| Gamescom 2023              | 23 de agosto de 2023   | Melhor Áudio                         | Venceu       | [ 41 ] |
| Gamescom 2023              | 23 de agosto de 2023   | Melhor Jogabilidade                  | Venceu       | [ 41 ] |
| Gamescom 2023              | 23 de agosto de 2023   | Jogo mais Épico                      | Venceu       | [ 41 ] |
| Golden Joystick Award 2023 | 10 de novembro de 2023 | Jogo do Ano                          | Vice-campeão | [ 41 ] |
| Golden Joystick Award 2023 | 10 de novembro de 2023 | Melhor Atriz Coadjuvante             | Venceu       | [ 42 ] |
| Golden Joystick Award 2023 | 10 de novembro de 2023 | Melhor Áudio                         | Indicado     | [ 42 ] |
| Golden Joystick Award 2023 | 10 de novembro de 2023 | Melhor Comunidade de Jogos           | Indicado     | [ 42 ] |
| Golden Joystick Award 2023 | 10 de novembro de 2023 | Jogo do Ano da Nintendo              | Venceu       | [ 42 ] |
| Golden Joystick Award 2023 | 10 de novembro de 2023 | Melhor Trailer (official trailer #3) | Indicado     | [ 42 ] |
| The Game Awards 2023       | 07 de dezembro de 2023 | Jogo do Ano                          | Indicado     | [ 43 ] |
| The Game Awards 2023       | 07 de dezembro de 2023 | Melhor Direção                       | Indicado     | [ 43 ] |
| The Game Awards 2023       | 07 de dezembro de 2023 | Melhor Direção de Arte               | Indicado     | [ 43 ] |
| The Game Awards 2023       | 07 de dezembro de 2023 | Melhor Trilha Sonora                 | Indicado     | [ 43 ] |
| The Game Awards 2023       | 07 de dezembro de 2023 | Melhor Jogo de ação/aventura         | Venceu       | [ 43 ] |
| The Game Awards 2023       | 07 de dezembro de 2023 | Voz do Jogador                       | Indicado     | [ 43 ] |